# Copa Prelibertadores Femenina Colombia 2012
La Copa Prelibertadores Femenina Colombia 2012 fue la primera edición del torneo de fútbol femenino en Colombia organizado por la Federación Colombiana de Fútbol para definir al equipo que representaría a Colombia en la Copa Libertadores Femenina 2012, debido a que en este país no existía en ese entonces una liga femenina de fútbol.

## Sistema de juego
El torneo se juega con cuatro equipos en un cuadrangular con sede fija en Bogotá. Se disputarán tres fechas los días 26, 27 y 28 de octubre el equipo que alcance el mayor número de puntos en sus tres juegos se quedará con el título de campeón de la Copa Pre Libertadores Femenina 2012 y obtendrá el cupo directo al Grupo A de la Copa Libertadores de América Femenina 2012 que completan el Foz Cataratas de Brasil, Deportivo Quito y Universidad de Santa Cruz.

## Equipos participantes
| Equipo         | Departamento    | Ciudad   |
| -------------- | --------------- | -------- |
| Águila Roja    | Valle del Cauca | Cali     |
| Estudiantes FC | Tolima          | Ibagué   |
| Formas Íntimas | Antioquia       | Medellín |
| Gol Star       | Bogotá          | Bogotá   |

## Posiciones
Estas son las posiciones del cuadrangular disputado en Bogotá.
| Pos | Equipos        | Pts | PJ | G | E | P | GF | GC | Dif |
| --- | -------------- | --- | -- | - | - | - | -- | -- | --- |
| 1.  | Formas Íntimas | 9   | 3  | 3 | 0 | 0 | 16 | 1  | 15  |
| 2.  | Águila Roja    | 6   | 3  | 2 | 0 | 1 | 4  | 5  | -1  |
| 3.  | Gol Star       | 3   | 3  | 1 | 0 | 2 | 3  | 5  | -2  |
| 4.  | Estudiantes FC | 0   | 3  | 0 | 0 | 3 | 2  | 14 | -12 |

### Evolución de la clasificación
- Actualizada 28 de octubre de 2012.

| Equipo / Fecha | 01 | 02 | 03 |
| -------------- | -- | -- | -- |
| Formas Íntimas | 1  | 1  | 1  |
| Águila Roja    | 2  | 2  | 2  |
| Gol Star       | 4  | 3  | 3  |
| Estudiantes FC | 3  | 4  | 4  |

|  | Clasificado a Copa Libertadores Femenina 2012 |
|  | Eliminados                                    |

## Resultados
Estas son las 3 fechas del cuadrangular jugadas del 26 al 28 de octubre

### Fecha 1
| 26 de octubre de 2012 13:30 | Formas Íntimas                              | 2 : 1 | Gol Star           | Sede Deportiva FCF, Bogotá |                           |
|                             | Jenifer Peñaloza 31' · Katherine García 82' | [fcf.com.co/index.php?option=com_content&view=article&id=3618%3Aresumen-primera-jornada-copa-pre-libertadores-femenina-2012&catid=4%3Adestcado&Itemid=140&Itemid=215 Reporte] | Claudia Abonía 25' | Árbitro(s): Viviana Muñoz  | Árbitro(s): Viviana Muñoz |

| 26 de octubre de 2012 15:30 | Águila Roja                            | 2 : 1 | Estudiantes FC     | Sede Deportiva FCF, Bogotá |                      |
|                             | Carmen Gamboa 51' · Carolina Arias 65' | [fcf.com.co/index.php?option=com_content&view=article&id=3618%3Aresumen-primera-jornada-copa-pre-libertadores-femenina-2012&catid=4%3Adestcado&Itemid=140&Itemid=215 Reporte] | Angie Céspedes 70' | Árbitro(s): Luz Ruiz       | Árbitro(s): Luz Ruiz |

### Fecha 2
| 27 de octubre de 2012 13:30 | Estudiantes FC | 0 : 10 | Formas Íntimas | Sede Deportiva FCF, Bogotá |                            |
|                             |                | [fcf.com.co/index.php?option=com_content&view=article&id=3621%3Aformas-intimas-y-aguila-roja-definiran-cupo-a-libertadores-femenina&catid=4%3Adestcado&Itemid=140&Itemid=215 Reporte] | Gisela Cuesta 8' 23' · Daniela Montoya 13' 41' · Yulieth Domínguez 47' 75' · Jenifer Peñaloza 67' 77' · Tatiana Castañeda 85' · Paula Botera 89' | Árbitro(s): Yeimy Martínez | Árbitro(s): Yeimy Martínez |

| 27 de octubre de 2012 13:30 | Águila Roja                             | 2 : 0 | Gol Star | Sede Deportiva FCF, Bogotá   |                              |
|                             | Darnelly Quintero 62' · Laura Cosme 90' | [fcf.com.co/index.php?option=com_content&view=article&id=3621%3Aformas-intimas-y-aguila-roja-definiran-cupo-a-libertadores-femenina&catid=4%3Adestcado&Itemid=140&Itemid=215 Reporte] |          | Árbitro(s): Andrea Chavarría | Árbitro(s): Andrea Chavarría |

### Fecha 3
| 28 de octubre de 2012 10:00 | Gol Star                                   | 2 : 1 | Estudiantes FC   | Sede Deportiva FCF, Bogotá |  |
|                             | Juliana Ocampo 1' · Gabriela Maldonado 20' |       | Sandy Solano 13' |                            |  |

| 28 de octubre de 2012 12:00 | Formas Íntimas                                                                    | 4 : 0 | Águila Roja | Sede Deportiva FCF, Bogotá |  |
|                             | Daniela Montoya 6' · Julieth Domínguez 7' · Carolina Arias · Jenifer Peñaloza 64' |       |             |                            |  |

| Colombia                             |
| Campeón Formas Íntimas Primer título |